# カーズ マテル
カーズ マテル（Cars Mattel）は、アメリカ合衆国カリフォルニア州エル・セグンドに本拠を置く世界最大規模の玩具メーカー「マテル」が販売しているミニカーのブランドである。

## 解説
2006年、『カーズ』の公開と同時にマテル社より展開されたカーズのミニカーは既に販売されて17年以上経過しているが、現在でも新作が月に１度のペースでリリースされている。アメリカのみならず全世界では今なおカーズの人気は絶大。
既に販売されたキャラクターは数百種類。パッケージ違いや細かな変更された商品を含めると数千種類の商品が販売され、未だに新作や再販など賑やかに展開されている。
継続的に製造される車種もあれば、１回きりで廃盤になったキャラクターも多々ある。

## パッケージやカーズミニカーの種類について
- DESERT SIRIES

2006年、最初に販売された「砂漠カードパッケージ」背景が砂漠のデザインで、この砂漠カードパッケージがカーズミニカーのファーストモデルである。当時はタカラトミーが輸入代理店として一般のおもちゃ屋でも販売されていた。初期はパッケージ裏面のフィルモアのスペルが「FILMORE」と、Lが1個抜けているエラー版が存在する。
- SUPER CHARGED SIRIES

2007年頃にパッケージを一新。スーパーチャージドパッケージ。SC版と略す事もある。映画のスクリーンの様なデザインになっているパッケージは、米スーパーマーケットウォルマートでの限定販売されていた商品である。
- THE WORLD OF CARS SIRIES

ワールドオブカーズパッケージ。通称WOC版。2008年頃に展開されていた。
- Race O Rama SIRIES

レースオーラマパッケージ。インターナショナルスピードウェイが背景のパッケージである。
- RUBBER TIRE K-MART Day SERIES

2009年の6月にK-MARTで一日限定のK-MART Dayというイベント日に限定販売された、K-マートラバータイヤシリーズ。当時は、6月と10月にK-MART Dayが存在していた。名前の通り、タイヤはゴムで作られている。2009年から2012年頃までK-MARTで限定販売されていた。
- FINAL LAP SIRIES

2009年から2011年に販売されていた。販売期間は長いが、流通数は少なくあまり見かける事がない。この頃からとんでもなくレアなキャラクターや、少しの仕様変更でのリリースなどが増えてきた。
- NIGHT SKYLINE SIRIES

ナイトスカイラインパッケージ。通称NS。2010年から2012年に展開されていた。キャラクターがダイキャスト化される事が多くなった。
- LOOK MY EYES CHANGE SIRIES

レンティキュラーシリーズとも言う。2010年から2011年に販売された。カーズミニカーの目の部分が見る角度によって動いて見えるシリーズである。
- PORTO CORSA SIRIES

ポルトコルサパッケージ。通称PC版。
- CARS TOON SIRIES

カーズトゥーンパッケージ。2009年から2011年頃に展開されていた。
- RADIATOR SPRINGS CLASSICS SIRIES

ラジエタースプリングスクラシックスシリーズ。2012年頃から2018年まで展開されていた。通称RSC版。米国トイザらス限定シリーズである。この頃から、昔の人気商品が少しずつ再販されてきたが、生産数は少なく、販売当時からプレミア価格になっていた。そして2018年、夏頃に全米トイザらスが閉店してしまい、シリーズは終了したが、2020年から2021年に米国ターゲット限定販売品として再販された。
- SUPER CHASE SERIES

スーパーチェイスシリーズ。世界限定4000個の限定生産品。
- 2013~2014 SIRIES

2013~2014パッケージ。廃盤になっていたカーズミニカーのキャラクター達がどんどん再販されてきた。
- 2015~2017 SIRIES

2013年と台紙パッケージの形状は同じだが、パッケージデザインが変更された。たくさんの再販に加え、放映終了して10年以上経過してもなお、新作もどんどんリリースされてきた。
- CARS3 SIRIES

2017年、夏頃にカーズ クロスロードの公開に向け、カーズ３パッケージが登場。カーズ３がスタートし、３で初登場なキャラクター達の倒叙ラッシュ。2017年のリリース後は、次々現れる新キャラクターなどが続々と販売された。
- 2018 SIRIES

2018年もパッケージが一新され、カーズ３のキャラクターはもちろん、過去のカーズ作品に登場したキャラクターたちもどんどんリリースされた。ボーナスカード付き版やミニポスター付きなど、オマケ付き商品もたくさん登場した。
- 2019 SERIES

2018年と台紙パッケージの形状とデザインは同じだが、製造国を中国製からタイランド(タイ王国)製に変更し、たくさんの新作カーズミニカーの販売と廃盤になっていたカーズミニカーの再販が行われた。
- 2020 SERIES

2020年からパッケージデザインを変更。たくさんの新作カーズミニカーの販売と、廃盤になっていたカーズミニカーの再販が行われた。
- 2021 SERIES

2021年、パッケージデザインと台紙パッケージの形状を変更した。廃盤になっていたカーズミニカーの再販と、2021年の新作カーズミニカーの販売も行われた。カーズマテル販売15周年記念という事で「RACING RED SERIES(レーシングレッドシリーズ)」が新しく販売された。
- NASCAR SERIES

2021年、ピストンカップのモデルとなったアメリカの伝統的なモータースポーツ、NASCAR(ナスカー)とカーズの究極なコラボシリーズが販売された。ウォルマート限定販売品。出荷数は少ない。実在の現役ナスカーレーサーがカーズの次世代レーサーでクロスオーバーされている。2022年になっても、このシリーズが続いている。
- 2022 SERIES

パッケージデザインを変更。時代に応じてパッケージに使われるプラスチックの量が減り、スリムで開けやすい形に変更された。それに加え、たくさんのカーズミニカーの再販と新作カーズミニカーの販売が行われた。更にDisney+にて2022年9月8日より全9話で配信されたカーズ・オン・ザ・ロードシリーズのキャラクターカーが販売されている。
- 2023 SERIES

　　2022年と台紙パッケージの形状とデザインは同じ。たくさんのカーズミニカーの再販が行われた。